# Avrelijanova Dakija
Avrelijanova Dakija (latinsko Dacia Aureliana), provinca poznega Rimskega cesarstva, ki jo je ustanovil cesar Avrelijan (vladal  270–275) po umiku iz Dakije na desni breg Donave leta 271. V obdobju 271/275-285 je obsegala večino današnje severozahodne Bolgarije in vzhodno Srbijo. Njeno upravno središče je bila Serdica, sedanja Sofija v Bolgariji. Cesar Dioklecijan je Avrelijanovo Dakijo razdelil na provinci Sredozemsko Dakijo (Dacia Mediterranea) in Celinsko Dakijo (Dacia Ripensis) z upravnim središčem Raciariji. Okoli leta 337 so obe novi Dakiji, Spodnjo Mezijo in Prevalitanijo združili v diocezo Dakijo. 

## Vir
- I. Grumeza, Dacia: Land of Transylvania, Cornerstone of Ancient Eastern Europe, Hamilton Books, 2009, Lanham in Plymouth,ISBN 978-0-7618-4465-5.